# کشتی انگلیسی سوان (۱۶۴۱)
کشتی انگلیسی سوان (۱۶۴۱) (به انگلیسی: English ship Swan (1641)) یک کشتی بود.